# Dawson Dawson-Watson
Dawson Dawson-Watson (1864-1939) est un peintre impressionniste d'origine britannique qui s'est rendu célèbre en 1927 en remportant le plus grand prix en espèces de l'art américain, le Texas Wildflower Competitive Exhibition. Il fut l'un des premiers membres de la célèbre colonie impressionniste de Giverny, en France, et fut un professeur réputé à Hartford, dans le Connecticut, à Saint-Louis, dans le Missouri, et à San Antonio, au Texas.
Artiste polyvalent, Dawson-Watson a contribué de manière significative au Arts and Crafts Movement américain, d'abord à Boston, dans le Massachusetts, puis à Woodstock, dans l'État de New York. Ses œuvres sont exposées au musée Witte de San Antonio et à la San Antonio Art League. 

## Biographie
Dawson Dawson-Watson naît le 21 juin 1864 dans la banlieue londonienne de St. John's Wood, alors située dans le Middlesex. Il est issu d'une famille d'artistes. Son père John Dawson Watson (1832-1892) est un illustrateur célèbre qui a illustré Robinson Crusoé et Les Mille et une nuits. Son grand-père Dawson Watson était un artiste amateur talentueux. Son oncle Thomas J. Watson (1847-1912) était également un peintre reconnu et sa tante était mariée au peintre victorien Myles Birket Foster (1825-1899). Dawson-Watson grandit à St. John's Wood, entouré d'artistes, d'écrivains et de personnalités du mouvement esthétique britannique. Enfant prodige, sa première œuvre est acceptée par la Royal Academy à l'âge de seize ans. Son père et l'artiste américain Mark Fisher (1841-1923) sont ses premiers professeurs. Un riche brasseur de Manchester lui paie ses études d'art à Paris, où il séjourne de 1886 à 1889. Il travaille avec plusieurs professeurs éminents, dont Carolus-Duran (1837-1917), Léon Glaize (1942-1932), Luc-Olivier Merson (1846-1920), Aimé Morot (1850-1913) et Raphaël Collin (1850-1916). 
Le peintre américain John Leslie Breck (1860-1899), qui fut l'un des premiers Américains à s'installer à Giverny avec Louis Ritter (1852-1896), Willard Leroy Metcalf (1858-1925), Blair Bruce (1859-1906), Henry Fitch Taylor (1853-1925), Theodore Robinson (1852-1896) et Thedore Wendel (1859-1932), invita Dawson-Watson à vivre à Giverny, au printemps suivant sa fondation. Il s'inscrit pour la première fois au café Baudy le 12 mai 1888. À Giverny, Dawson-Watson peint des tableaux que l'on dit influencés par les sujets de l'école de Barbizon mais avec la palette de l'impressionnisme. Dawson-Watson n'a qu'une « connaissance de façade » avec Claude Monet, qui vit à Giverny et insiste sur le fait que les peintres originaux n'ont pas été attirés par le village parce qu'ils savaient que Monet y vivait.
Dawson Dawson-Watson et sa famille s'installent aux États-Unis en 1893. Ils séjournent d'abord à Boston, puis Dawson Dawson-Watson devient professeur d'art à la Hartford Art Association. Son fils, l'artiste Edward Dawson-Watson, est né à Hartford en 1893 et sa fille Hilda Dawson Watson en 1895. Pendant qu'il vivait à Hartford, il a exposé à Boston et lorsqu'il a quitté l'association artistique, il est retourné à Boston où il a fait partie de la colonie Arts & Crafts à Scituate, Massachusetts. Il collabore avec l'artiste Thomas Meteyard à une petite publication intitulée Courrier Innocent et fait partie de la communauté bohème. À la mort de ses parents, il reçoit un petit héritage et retourne en Angleterre où il vit avec sa famille pendant plusieurs années.
La famille Dawson-Watson retourne en Amérique du Nord le 9 juin 1901 et s'installe au Québec, sur le fleuve Saint-Laurent. Pendant son séjour au Québec, il peint des tableaux impressionnistes des falaises et du fleuve, dont il est largement question dans le livre Quebec Sketch Book, publié en 1906. Au Québec, il fait la connaissance du peintre tonaliste américain L. Birge Harrison (1854-1929), qui joue un rôle déterminant dans son embauche à Byrdcliffe, la célèbre colonie utopique Arts & Crafts à Woodstock, dans l'État de New York. À Byrdcliffe, il enseigne le design décoratif dans le cadre de l'école d'été de Byrdcliffe et conçoit des meubles Arts & Crafts pour l'entreprise de meubles que le fondateur de la colonie, Ralph Radcliffe Whitehead (1854-1929), espérait voir soutenir la colonie.
Dawson-Watson n'enseigne que peu de temps à Byrdcliffe et, en 1904, il prend un poste à Saint-Louis. Il enseigne à la St. Louis School of Fine Arts de 1904 à 1915. 
Dawson-Watson a commencé à passer du temps à San Antonio alors qu'il vivait encore à Saint-Louis. De 1914 à 1926, il passe une partie de l'année à San Antonio, avant d'y résider à plein temps. De 1918 à 1919, il a été directeur de la San Antonio Art Guild. On dit généralement que c'est le concours de fleurs sauvages Edgar B. Davis qui l'a attiré définitivement à San Antonio. En 1926, le pétrolier Edgar B. Davis a annoncé qu'il parrainerait un concours d'art destiné à attirer l'attention sur la beauté de la région des collines du Texas. Un jury sélectionne les peintures qui seront exposées et des catégories sont prévues pour les artistes résidant au Texas et ceux venant de l'extérieur de l'État. Le nom officiel du concours, organisé par la San Antonio Art League, était Texas Wildflower Competitive Exhibition. En 1927, Dawson-Watson remporte le prix pour les artistes ne résidant pas au Texas et reçoit le premier prix de 5 000 dollars pour Glory of the Morning, tandis que son ami Jose Apra, peintre espagnol, remporte le prix pour les résidents du Texas. Il remporte ensuite le premier et le cinquième prix lors du concours de 1929. Ces prix confèrent à Dawson-Watson non seulement un grand prestige à San Antonio, mais aussi une reconnaissance nationale et des récompenses financières qui lui permettent d'être à l'aise pour la première fois de sa vie. Glory of the Morning a été présenté au Lotos Club de New York par Edgar B. Davis. À San Antonio, il devient célèbre pour ses peintures des nombreuses variétés de cactus qui poussent dans la région des collines du Texas. En 1934, il a été l'un des huit artistes locaux chargés par la Civil Works Administration d'exécuter des peintures murales à San Antonio. Homme de compassion autant que de style, il apporte un soutien généreux à sa ville d'adoption lorsque San Antonio subit une inondation dévastatrice en 1921 et au musée Witte lorsqu'il traverse une grave crise financière en 1933. Dawson-Watson élève ses enfants à San Antonio et y demeure jusqu'à sa mort en 1939.